# Gnamptonyx devittata
Gnamptonyx devittata là một loài bướm đêm trong họ Erebidae.